# Encopella
Encopella je monotipski biljni rod iz porodice trpučevki  (Plantaginaceae). Jedina vrsta je E. tenuifolia, endemska vrsta sa Kube
Rod je opisan u Mem. Torrey Bot. Club, 1920.

## Opis
Polugrm.

## Sinonimi
- Encopa Griseb.; Cat. Pl. Cub. 184 (1866)
- Encopa tenuifolia Griseb.; Cat. Pl. Cub. 184 (1866)